# Скуратово (Брянская область)
Скуратово — село в Выгоничском районе Брянской области, в составе Кокинского сельского поселения. Расположено в 3 км к северо-западу от села Кокино, в 8 км к северу от пгт Выгоничи. Население — 488 человек (2010).
Имеется отделение связи, сельская библиотека.

## История
Упоминается (первоначально — как деревня) с XVII века, в составе Подгородного стана Брянского уезда; бывшее владение Похвисневых, позднее Брусиловых, с середины XIX века — К. Н. Шипиловой. Знаменская церковь упоминается с XVIII века (нынешнее строение 2007 года).
С последней четверти XVIII века до 1922 года село входило в Трубчевский уезд (с 1861 — в составе Красносельской волости, с 1920 в Кокинской волости); в 1922—1929 в Выгоничской волости Бежицкого уезда; с 1929 в Выгоничском районе, а в период его временного расформирования (1932—1939, 1963—1977) — в Брянском районе.
С 1920-х гг. до 1959 года и в 1980—2005 гг. в Кокинском сельсовете; в 1959—1980 в Паниковецком сельсовете.

## Известные уроженцы
- Брусилов, Николай Петрович (1782—1849) — русский писатель, издатель.